# Золотая медаль Лэнгли
Золотая медаль Лэнгли (англ. Langley Gold Medal) — награда, вручаемая Смитсоновским институтом за выдающийся вклад в аэронавтику и астронавтику. Награда названа в честь Сэмюэля П. Лэнгли, третьего секретаря Смитсоновского института, она была утверждена Попечительским советом в 1909 году. Медаль была предложена Александром Беллом.

## Список награждённых
- 1910 Орвилл и Уилбур Райт[3]
- 1913 Гленн Кёртисс , Гюстав Эйфель[4]
- 1927 Чарльз Линдберг[5]
- 1929 Чарльз М. Мэнли (награжден посмертно), Ричард Э. Берд
- 1935 Джозеф С. Эймс
- 1955 Джером Кларк Хансакер[6]
- 1960 Роберт Х. Годдард (награжден посмертно)
- 1962 Хью Латимер Драйден
- 1964 Алан Шепард
- 1967 Вернер фон Браун
- 1971 Сэмюэл К. Филлипс
- 1976 Джеймс Э. Уэбб
- 1976 Гровер Ленинг
- 1981 Чарльз Старк Дрейпер
- 1981 Роберт Т. Джонс
- 1983 Росс Перо-младший и Джей Коберн
- 1987 Барри Голдуотер
- 1992 Бенджамин О. Дэвис-младший.
- 1999 Нил Армстронг , Базз Олдрин и Майкл Коллинз[2][7]